# Championnats du monde de cyclisme sur piste 1948
Navigation
Paris 1947 Copenhague 1949

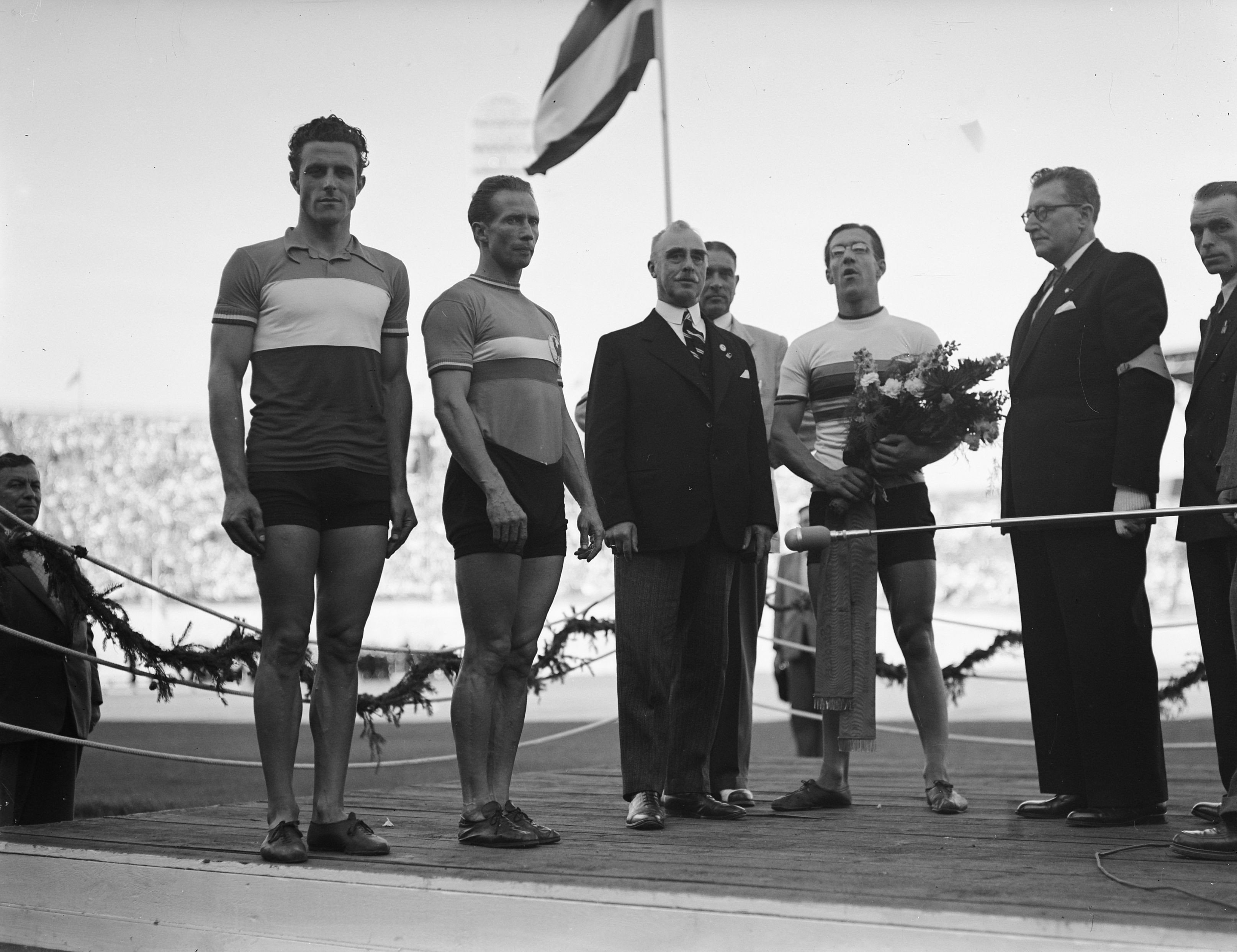
De gauche à droite, Georges Senfftleben, Louis Gérardin et Arie van Vliet, vainqueur de la vitesse

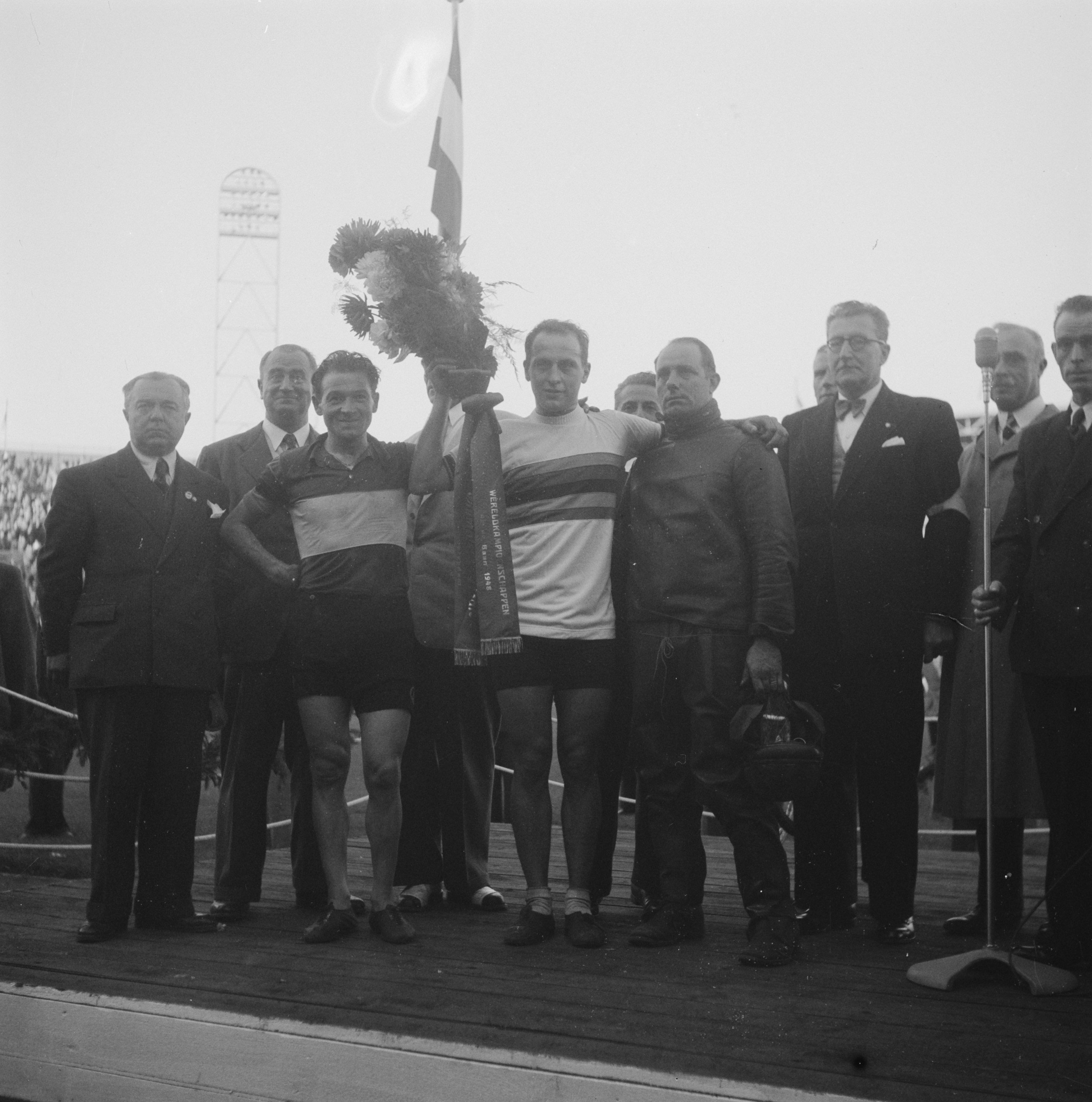
A droite, Jean-Jacques Lamboley, vainqueur du demi-fond; à gauche Elia Frosio

Les Championnats du monde de cyclisme sur piste 1948 ont eu lieu du 23 au 29 août à Amsterdam, aux Pays-Bas.

## Résultats

### Podiums professionnels
| Compétition | Or                           | Argent                | Bronze                     |
| ----------- | ---------------------------- | --------------------- | -------------------------- |
| Vitesse     | Arie van Vliet Pays-Bas      | Louis Gérardin France | Georges Senfftleben France |
| Poursuite   | Gerrit Schulte Pays-Bas      | Fausto Coppi Italie   | Antonio Bevilacqua Italie  |
| Demi-fond   | Jean-Jacques Lamboley France | Elia Frosio Italie    | August Meuleman Belgique   |

### Podiums amateurs
| Compétition | Or                   | Argent                   | Bronze                      |
| ----------- | -------------------- | ------------------------ | --------------------------- |
| Vitesse     | Mario Ghella Italie  | Axel Schandorff Danemark | Reginald Harris Royaume-Uni |
| Poursuite   | Guido Messina Italie | Jacques Dupont France    | Charles Coste France        |

## Tableau des médailles
| Rang | Nation          | Or | Argent | Bronze | Total |
| ---- | --------------- | -- | ------ | ------ | ----- |
| 1    | Italie          | 2  | 2      | 1      | 5     |
| 2    | Pays-Bas        | 2  | 0      | 0      | 2     |
| 3    | France          | 1  | 2      | 2      | 5     |
| 4    | Danemark        | 0  | 1      | 0      | 1     |
| 5    | Belgique        | 0  | 0      | 1      | 1     |
| -    | Grande-Bretagne | 0  | 0      | 1      | 1     |

## Liste des engagés

### Vitesse professionnels
- France : Georges Senfftleben, Louis Gérardin et Pierre Iacoponelli, Marc Cautenet remplaçant[2].

### Demi-fond
- France :  Jean-Jacques Lamboley, Fournier[2].